# .50 Beowulf
.50 Beowulf ist eine von Bill Alexander bei Alexander Arms entwickelte Gewehrpatrone mit dem Kaliber 12,7 mm (0,5 Zoll). Sie ist für die Verwendung in modifizierten AR-15-Gewehren konzipiert.

## Bezeichnung
Im deutschen Nationalen Waffenregister (NWR) wird die Patrone unter Katalognummer 2351 unter folgenden Bezeichnungen geführt (gebräuchliche Bezeichnungen in Fettdruck)
- .50 Beowulf (Hauptbezeichnung)
- 12,7 x 42

## Design und Technik

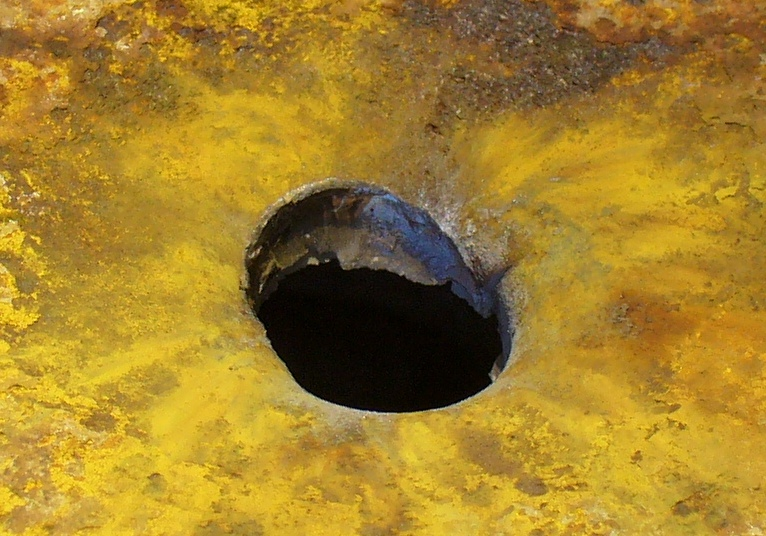
Ein 21,5 g schweres .50-Beowulf-Hohlspitzgeschoss, das aus einem 16″-Lauf verschossen wurde, durchdringt auf 33 m eine ca. 6,35 mm dicke Stahlplatte.

Die Patrone verjüngt sich im Bereich des Patronenbodens, um einen ähnlichen Patronenbodendurchmesser wie bei der 7,62 × 39 und 6,5 mm Grendel zu erhalten, was die Verwendung bereits bestehender Verschlusssysteme ermöglicht. Der Hülsenkörper ist dem der Revolverpatrone .500 S&W Magnum sehr ähnlich, er ist lediglich ein wenig länger und vollständig konisch, um die automatische Zuführung in die Waffe zu gewährleisten.
Die Patrone wurde entwickelt, um die Mannstoppwirkung auf kurze bis mittlere Distanz im Vergleich zur 5,56 × 45 mm NATO drastisch zu erhöhen. Eine beworbene Fähigkeit der .50 Beowulf ist die hohe Stoppwirkung bei ungepanzerten Fahrzeugen, da sich die Geschossflugbahn, aufgrund des schweren Geschosses, beim Durchdringen von Fahrzeugscheiben und Fahrzeugverkleidung kaum verändert.

## Vorgaben bei der Entwicklung
Die .50 Beowulf soll unter anderem aus Wechselsystemen auf AR-15-Basis verschossen werden können, bei denen nur der Upper Receiver (inklusive Lauf und Verschluss) sowie das Magazin getauscht werden müssen. Damit war die maximal mögliche Patronenlänge durch die Dimensionen des AR-15-Magazinschachts beschränkt. Außerdem musste, um die Funktionalität des Verschlusssystems sicherzustellen, der Gasdruck unter 2275 bar gehalten werden.

## Ähnliche Patronen
Die Patrone ist verwandt mit der .50 Action Express, die ursprünglich für die Desert-Eagle-Pistole entwickelt wurde. Sie wurde erheblich umgestaltet, um die Funktionalität und Sicherheit bei der Verwendung in AR-15-Systemen zu gewährleisten.